# Usa (dopływ Wetter)
Usa także Us (w górnym biegu także Usbach) – rzeka w środkowych Niemczech o długości 34 km. Dopływ Wetter.
Usa ma swoje źródło w górach Taunus i znajduje się na wysokości 458 m n.p.m. oddalone o ok. 2,5 km na południowy zachód od centrum miasta Neu-Anspach. Po 34 kilometrach wpływa do rzeki Wetter na południowym wschodzie dzielnicy Fauerbach miasta Friedberg, na wysokości ok. 123 m n.p.m.